# Ferrera di Varese
Ferrera di Varese település Olaszországban, Varese megyében. Lakosainak száma 686 fő (2023. január 1.). Ferrera di Varese Cassano Valcuvia, Grantola, Masciago Primo, Cunardo és Rancio Valcuvia községekkel határos.

## Népesség
A település népességének változása:
| Lakosok száma | 732  | 703  | 686  |
|               | 2017 | 2018 | 2023 |